# Tynk
Tynk – warstwa z zaprawy lub gipsu pokrywająca powierzchnie ścian, sufitów, kolumn, filarów itp. wewnątrz i na zewnątrz budynku. Zadaniem jej jest zabezpieczenie powierzchni przed działaniem czynników atmosferycznych (w przypadku tynków zewnętrznych), ochrona przed działaniem czynników wewnątrz pomieszczeń (np. para wodna), ogniem (elementy drewniane) oraz nadanie estetycznego wyglądu elementom budynku. Tynk stosuje się również jako warstwę podkładową pod elementy wymagające gładkiego podłoża (płyty styropianowe, płytki ceramiczne) - powszechnie stosuje się wówczas tynk cementowy, cementowo-wapienny lub gipsowy.

Tradycyjne tynki wykonuje się jako jednowarstwowe (surowe, tylko z grubsza wyrównane, pomieszczenia gospodarcze, piwnice itp.), dwu- lub trójwarstwowe. Ze względu na miejsce zastosowania tynki można podzielić na zewnętrzne i wewnętrzne; ze względu na jakość i technikę wykonania widocznej powierzchni: tynki zwykłe, szlachetne, tynki z zapraw plastycznych, tynki specjalne; sposób wykonania: tynki wykonywane ręcznie lub mechanicznie; rodzaj użytego materiału: tynki cementowe, cementowo-wapienne, wapienne, gipsowe. 

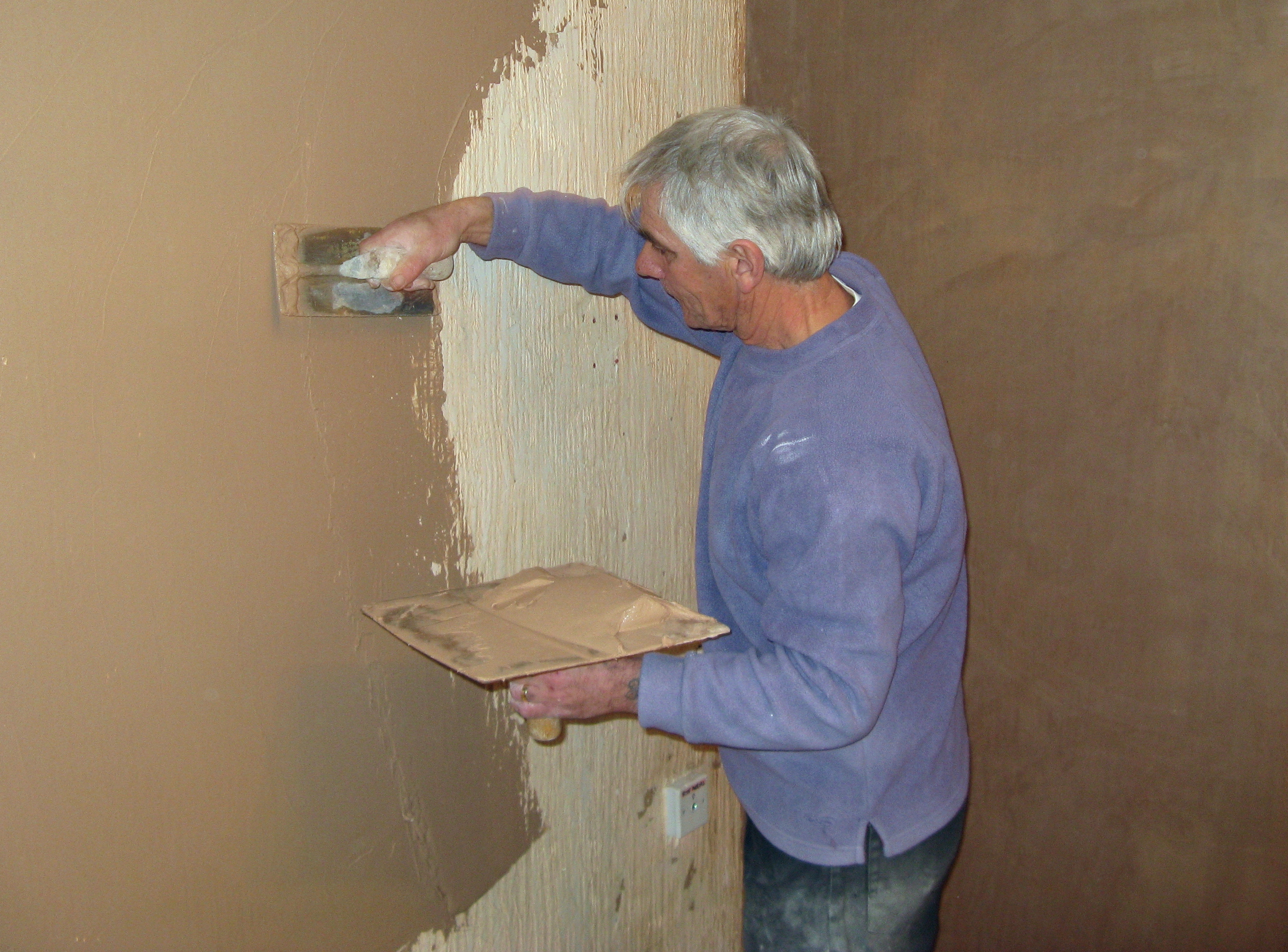
Wykonywanie dekoracyjnej gładzi tynku

Zewnętrzną warstwę tynku trójwarstwowego nazywa się gładzią tynkową.
Prace tynkarskie
- Przygotowanie podłoża
- Wyznaczenie powierzchni tynkowania
- Wykonanie obrzutki
- Wykonanie narzutu
- Wykonanie gładzi
- Wykonanie faktury

Tynki szlachetne:
- Sztablatura - tynk wapienno gipsowy naniesiony na podstawowy tynk trzywarstwowy o całkowicie gładkiej powierzchni,
- Stiuk - imitacja marmuru polerowanego,
- Sztukateria - gotowe odlewy dekoracyjne,
- Sgraffito - wielowarstwowy i  wielobarwny; ułożenie kilku różnobarwnych warstw zaprawy i wyskrobanie różnych wzorów.

Tynki obrabiane po stwardnieniu zaprawy:
- Tynk zmywalny - na ścianę, na niestwardniały podkład nanosi się warstwę kolorowych kamyków, po czym następuje zmywanie pierwsze, drugie po 2-3 dniach, ścianę zmywamy 10% roztworem kwasu solnego.

Tynki ozdobne:
- Nakrapiane - wykonywane pędzlem, miotełką, pistoletem natryskowym, kielnią w zaprawach zwykłych,
- Obrabiane w świeżej zaprawie - tynk gwiazdkowy czyli narzucenie gładzi z prześwitami,
- Narzucany,
- Kraterowany - do świeżej zaprawy przyciskamy i odciągamy kielnie,
- Czesany - niestwardniały narzut czeszemy,
- Dziobane, np. kielnią.

Tynki specjalne:
- Wodoszczelny - Tynki wodoszczelne otrzymuje się przez odpowiedni dobór składników, zastosowanie domieszek uszczelniających i zagęszczenie tynku w trakcie jego wykonywania.
- Ciepłochronne - Tynki ciepłochronne wykonuje się na ścianach stanowiących niedostateczną przegrodę izolacyjną. Różnią się one od tynków zwykłych tym, że używa się do nich lekkich kruszyw. Mogą to być żużle paleniskowe lub wielkopiecowe, tłuczeń z gazobetonów, specjalne lekkie kruszywa ceramiczne, granulki styropianu. Do zapraw na żużlach paleniskowych najlepszym spoiwem jest wapno lub gips. Do innych kruszyw używa się spoiwa cementowego. Tynki ciepłochronne wykonuje się jako dwuwarstwowe, przy czym grubość ich waha się od 3 do 5cm. Wykończenie powierzchni, najczęściej wykonuje się za pomocą tynków cienkowarstwowych.
- Zabezpieczające przed promieniowaniem - stosuje się w pracowniach fizycznych, gabinetach rentgenologicznych. Różnią się one od tynków zwykłych zastosowaniem ciężkiego kruszywa, które dodaje się w stosunku 2 części na 2 części piasku i l część cementu. Zaprawę, tak jak przy tynkach wodoszczelnych, zarabia się małą ilością wody. Jako kruszywo ciężkie stosowany jest baryt (BaSO4), o uziarnieniu 0,05÷2mm, limonit lub ścinki stalowe.

Tynki zwykłe:
- Tynk kategorii 0 (pomieszczenia gospodarcze, tynki jednowarstwowe, tylko obrzutka bez zacierania "rapowany"),
- Tynk kategorii 1 (obrzutka i wyrównanie, tynki jedno- lub dwuwarstwowe),
- Tynk kategorii 2 (tynk dwuwarstwowy z powierzchnią zatartą na ostro),
- Tynk kategorii 3 (tynk trójwarstwowy, jak w kategorii 2 + gładź szpachlowa, zatarty na ostro,
- Tynk kategorii 4 (tynk trójwarstwowy, zatarty na gładko),
- Tynk kategorii 4F (tynk trójwarstwowy, zatarty packą z filcem),
- Tynk kategorii 4W (tynk trójwarstwowy, zatarty packą stalową, co powoduje jego wypalenie, bardzo gładki).

Tynki z zapraw plastycznych – sztablatury, tynki cienkowarstwowe ze specjalnych, fabrycznie przygotowanych wypraw nanoszone na gładkich podłożach betonowych, warstwie ocieplenia (wełna mineralna, styropian).
Tynki specjalne - wodoszczelne, ciepłochronne, zabezpieczające przed promieniowaniem itp., wykonane ze ściśle dobranych receptur.
Ponadto można wyróżnić:
- suche tynki - wykonywane z płyt gipsowo - kartonowych przyklejanych masą gipsową do ściany lub przykręcanych do stelaża wykonanego z profili stalowych kotwionych do ściany kołkami montażowymi.
- gładzie gipsowe - cienkie wyprawy (grubości ok. 1 - 3 mm) z gipsu nakładane na powierzchni tynku.